# Giuliano Taccola
Giuliano Taccola (Uliveto Terme, 28 giugno 1943 – Cagliari, 16 marzo 1969) è stato un calciatore italiano, di ruolo attaccante.

## Biografia
Il giovane Taccola iniziò la carriera sportiva con la squadra della sua cittadina natale, la Uliveto. Con la maglia dei termali si distinse nel Campionato Provinciale Ragazzi di Pisa nelle stagioni 1957-1958 e 1958-1959, mettendosi in luce presso gli osservatori del Genoa, da cui venne prelevato e nel cui vivaio crebbe prima di iniziare la carriera professionistica tra Serie B e Serie C con le maglie di Alessandria, Varese, Entella e Savona; nel 1966 fu tra i protagonisti della promozione del Savona in Serie B.
Durante la fortunata stagione in biancoblù fu notato da Fulvio Bernardini, che lo consigliò alla Roma: dopo un anno con il Genoa in serie B avvenne l'esordio in Serie A il 24 settembre 1967 a Milano, incontro di apertura del campionato 1967-68, nel quale Taccola realizzò anche un goal contro l'Inter, nella gara che la Roma chiuse con un pareggio per 1-1.

### La morte e l'inchiesta sulle cause
Nel corso della stagione 1968-69 il rendimento di Taccola calò improvvisamente a causa di febbre alta e continui malesseri.
I medici della società capitolina gli diagnosticarono un vizio cardiaco, ma l'allenatore Helenio Herrera scelse comunque di schierarlo regolarmente in prima squadra.
Dopo una visita da due otorinolaringoiatri, il 5 febbraio Taccola fu sottoposto ad un intervento per l'asportazione delle tonsille a Villa Bianca. L'operazione non risultò semplice: Taccola ebbe numerose emorragie durante l'intervento, e appena fu dimesso gli venne prescritto un mese di assoluto riposo. Ma prima del tempo stabilito la squadra ricominciò a farlo allenare, per evitare che rimanesse troppo tempo lontano dal campo. Spesso, alla fine degli allenamenti, a Taccola si alzava la febbre, il suo peso corporeo era diminuito di cinque chili ed era fortemente debilitato dagli antibiotici che assumeva.
Il 26 febbraio Taccola giocò una partita di allenamento con la formazione De Martino e svenne in campo.
Il 2 marzo s'infortunò al malleolo durante un incontro al Ferraris di Genova contro la Sampdoria; cinque giorni dopo seguì la Roma in ritiro. Durante il soggiorno in albergo svenne nuovamente, e poco dopo tornò a casa in taxi, perdendo la cerimonia per l'assegnazione dei premi partita. Arrivò a casa molto tardi, con la febbre a 39 °C.
L'11 marzo ripresero gli allenamenti con la formazione capitolina, ma le sue condizioni di salute si facevano sempre più critiche. Fu convocato comunque per la gara contro il Cagliari, ma dopo un ennesimo svenimento e la febbre che si faceva più insistente fu escluso dalla gara, e la seguì dalla tribuna. Poco prima dell'incontro aveva comunicato al medico sociale di sentirsi fortemente debilitato; il sanitario rilevò la temperatura corporea, che si rivelò essere di 37,4 °C e a seguito della quale somministrò al calciatore due compresse di antipiretico. Negli spogliatoi, a fine incontro (terminato 0-0), Taccola svenne per un malore e subì un arresto cardiaco, tanto da indurre il medico sociale della Roma, aiutato da quello del Cagliari, a praticargli massaggio cardiaco in attesa dell'ambulanza che lo trasportò all'Ospedale Civile del capoluogo sardo dove, tuttavia, giunse ormai privo di vita poco prima delle 18.

I funerali di Taccola nel 1969

Giuliano Taccola morì il 16 marzo 1969 all'età di 25 anni.
Il corpo di Taccola, dichiarato deceduto per insufficienza acuta cardio-respiratoria, fu sottoposto ad autopsia presso l'Istituto di Medicina Legale di Cagliari e la relativa cartella clinica fu posta sotto sequestro dalla Procura della stessa città, competente per territorio; sorsero quasi subito interrogativi sui media per risalire alle responsabilità della morte del giocatore, anche se tra le cause ipotizzate all'epoca figurava al più la noncuranza: a parte la fatalità e l'imprevedibilità di un malore cardiaco si pensò infatti a una reazione allergica a una somministrazione di penicillina o, nella meno benevola delle ipotesi, la colpevole forzatura dei tempi di recupero dai vari infortuni, con logorìo del fisico di Taccola; gli stessi giocatori della Roma denunciarono la fretta messa da Herrera al giocatore affinché potesse tornare in campo quanto prima.
L'autopsia non determinò mai in maniera definitiva le cause che avevano portato alla crisi cardiaco-respiratoria, ciononostante la vedova di Taccola, Marzia Nannipieri, a più riprese tentò di tenere viva l'attenzione sul fatto, accusando di incuria le autorità sportive e denunciando sia l'Associazione Sportiva Roma che la Federazione Italiana Giuoco Calcio per responsabilità dirette od omessi controlli sanitari nonché presentando petizioni a due presidenti della Repubblica per non fare dimenticare la vicenda di suo marito.
All'alba del nuovo millennio, con il ritorno alla ribalta di alcune morti dalla causa non chiarita relative a ex giocatori ancora giovani, a partire da Bruno Beatrice, deceduto nel 1987 a 39 anni, fece scalpore un'intervista rilasciata all'Espresso da Ferruccio Mazzola (a sua volta scomparso nel 2013), fratello minore del più famoso Sandro, in cui egli ritenne verosimile che Taccola, allenato a Roma da Helenio Herrera, potesse essere rimasto vittima degli esperimenti farmacologici che l'allenatore sudamericano usava praticare all'Inter su diversi giocatori, fratelli Mazzola compresi al fine di aumentarne la resistenza fisica e la velocità in campo; per tali accuse l'ex giocatore fu denunciato per diffamazione dall'Inter nella persona dell'allora direttore generale Giacinto Facchetti (anch'egli, nel frattempo, a sua volta deceduto), ma fu assolto.
Al nome di Giuliano Taccola sono intitolati due club di tifosi, uno del Genoa a Nervi, quartiere del capoluogo ligure, e uno della Roma a Pisa, lo stadio di Uliveto Terme e una strada della Capitale, in zona Trigoria, alle spalle della sede della Roma.

## Statistiche

### Presenze e reti nei club
| Stagione    | Squadra     | Campionato  | Campionato | Campionato | Coppe nazionali | Coppe nazionali | Coppe nazionali | Coppe continentali | Coppe continentali | Coppe continentali | Altre coppe | Altre coppe | Altre coppe | Totale | Totale |
| Stagione    | Squadra     | Comp        | Pres       | Reti       | Comp            | Pres            | Reti            | Comp               | Pres               | Reti               | Comp        | Pres        | Reti        | Pres   | Reti   |
| ----------- | ----------- | ----------- | ---------- | ---------- | --------------- | --------------- | --------------- | ------------------ | ------------------ | ------------------ | ----------- | ----------- | ----------- | ------ | ------ |
| 1967-1968   | Roma        | A           | 29         | 10         | CI              | 0               | 0               | CM                 | 1                  | 0                  | CdA         | 5           | 4           | 35     | 18     |
| 1968-1969   | Roma        | A           | 12         | 7          | CI              | 3               | 0               | -                  | -                  | -                  | -           | -           | -           | 15     | 7      |
| Totale Roma | Totale Roma | Totale Roma | 41         | 17         |                 | 3               | 0               |                    | 1                  | 0                  |             | 5           | 4           | 50     | 21     |

## Palmarès

### Club

#### Competizioni nazionali
- Serie C: 1

Savona: 1965-1966
- Serie B: 1

Varese: 1963-1964